# Strategy (film, 1911)
Strategy est un film muet américain réalisé par Allan Dwan et sorti en 1911.

## Synopsis
Jack Merrill est riche et heureux, mais son égoïsme lui fait délaisser sa femme et son enfant, pour assouvir ses propres plaisirs...

## Fiche technique
- Réalisation : Allan Dwan
- Genre : Film dramatique
- Production : American Film Company
- Date de sortie : États-Unis : 23 février 1911

## Distribution
- J. Warren Kerrigan : Jack Merrill
- Pauline Bush
- Jack Richardson
- Adrienne Kroell : Alice Merrill